# Dildarnagar Fatehpur Bazar
Dildarnagar Fatehpur Bazar è una suddivisione dell'India, classificata come nagar panchayat, di 11.409 abitanti, situata nel distretto di Ghazipur, nello stato federato dell'Uttar Pradesh. In base al numero di abitanti la città rientra nella classe IV (da 10.000 a 19.999 persone).

## Geografia fisica
La città è situata a 25° 25' 27 N e 83° 40' 38 E.

## Società

### Evoluzione demografica
Al censimento del 2001 la popolazione di Dildarnagar Fatehpur Bazar assommava a 11.409 persone, delle quali 5.910 maschi e 5.499 femmine. I bambini di età inferiore o uguale ai sei anni assommavano a 1.817, dei quali 965 maschi e 852 femmine. Infine, coloro che erano in grado di saper almeno leggere e scrivere erano 7.996, dei quali 4.525 maschi e 3.471 femmine.